# Ageletha hemiteles
Ageletha hemiteles là một loài bướm đêm thuộc họ Oecophoridae. Nó được tìm thấy ở Úc, more specifically Tasmania, New South Wales và Victoria.
Sải cánh dài khoảng 25 mm.
Ấu trùng ăn nhiều loài Eucalyptus.

## Hình ảnh

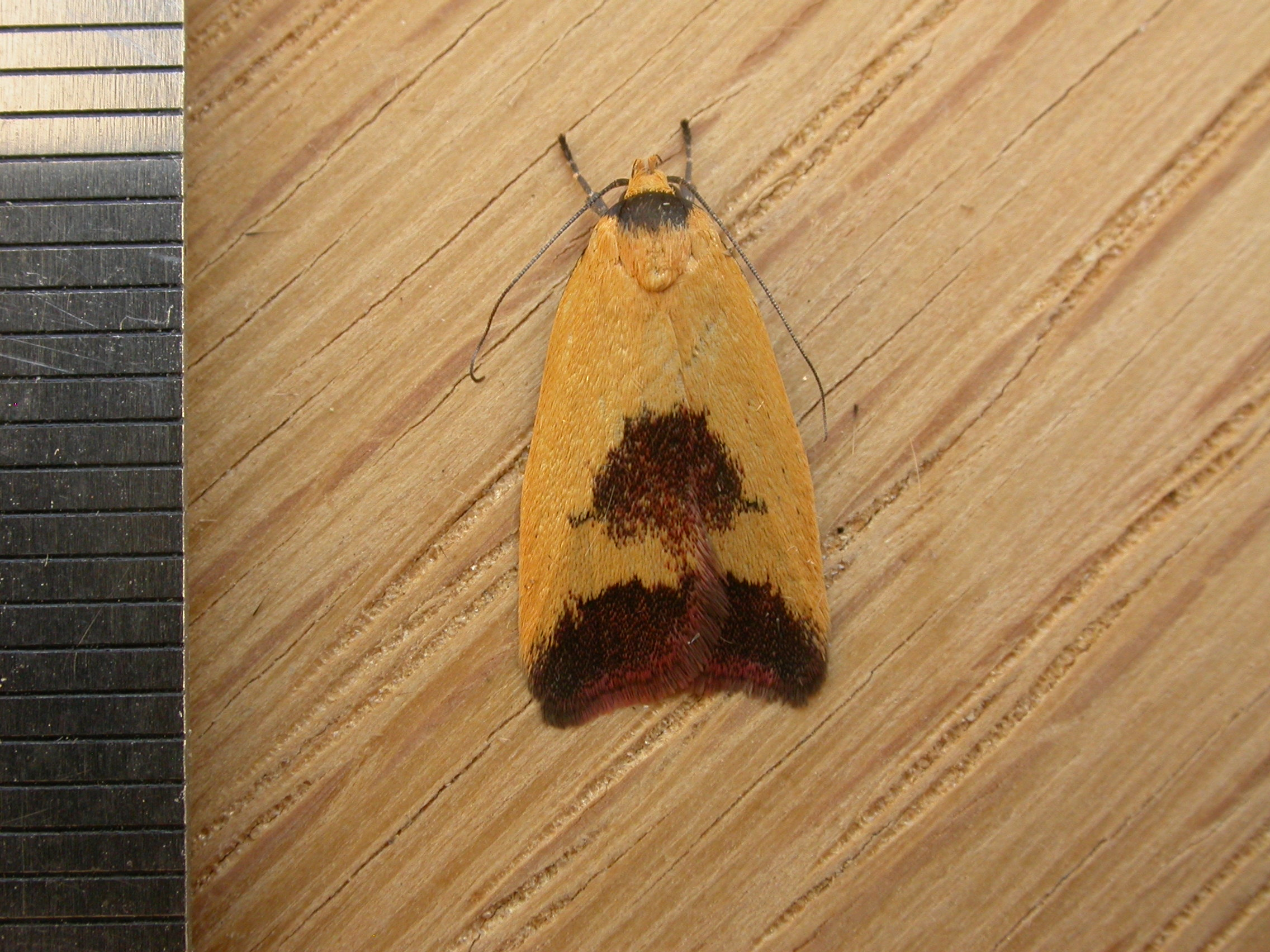
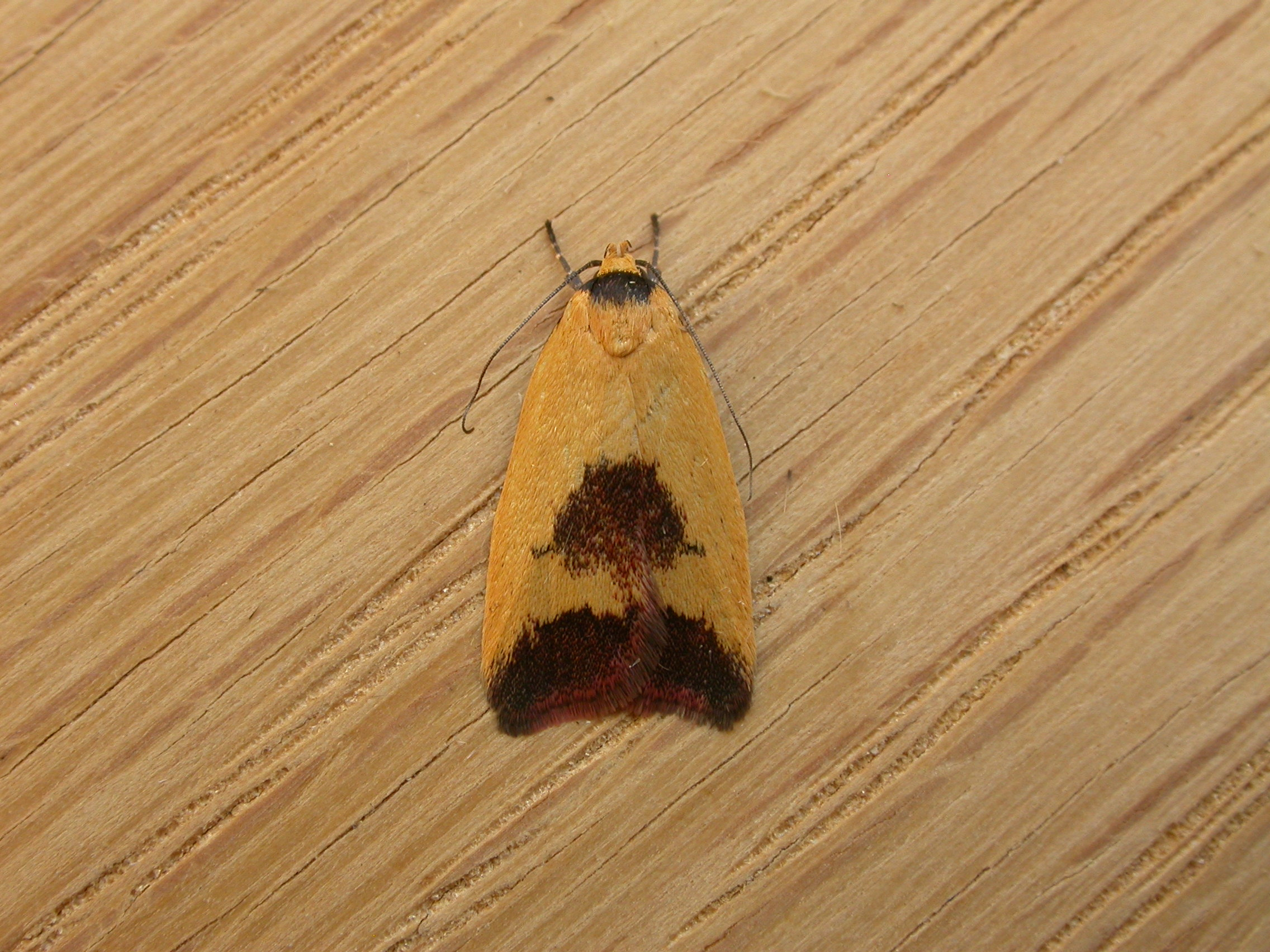